# Hammersbach (Grainau)
Hammersbach  ist ein Ortsteil der Gemeinde Grainau im oberbayerischen Landkreis Garmisch-Partenkirchen. Das Kirchdorf am Fuße des Wettersteingebirges ist ein wichtiger Ausgangspunkt für Touren der Bergsteiger und Wanderer.
Das Kirchdorf ist benannt nach dem gleichnamigen Bach.
Im Ortsteil befindet sich der Haltepunkt Hammersbach der Bayerischen Zugspitzbahn und des Eibseebus, welcher von Garmisch-Partenkirchen zum Eibsee fährt.
Es besteht eine Marienkapelle.

## Gipfel

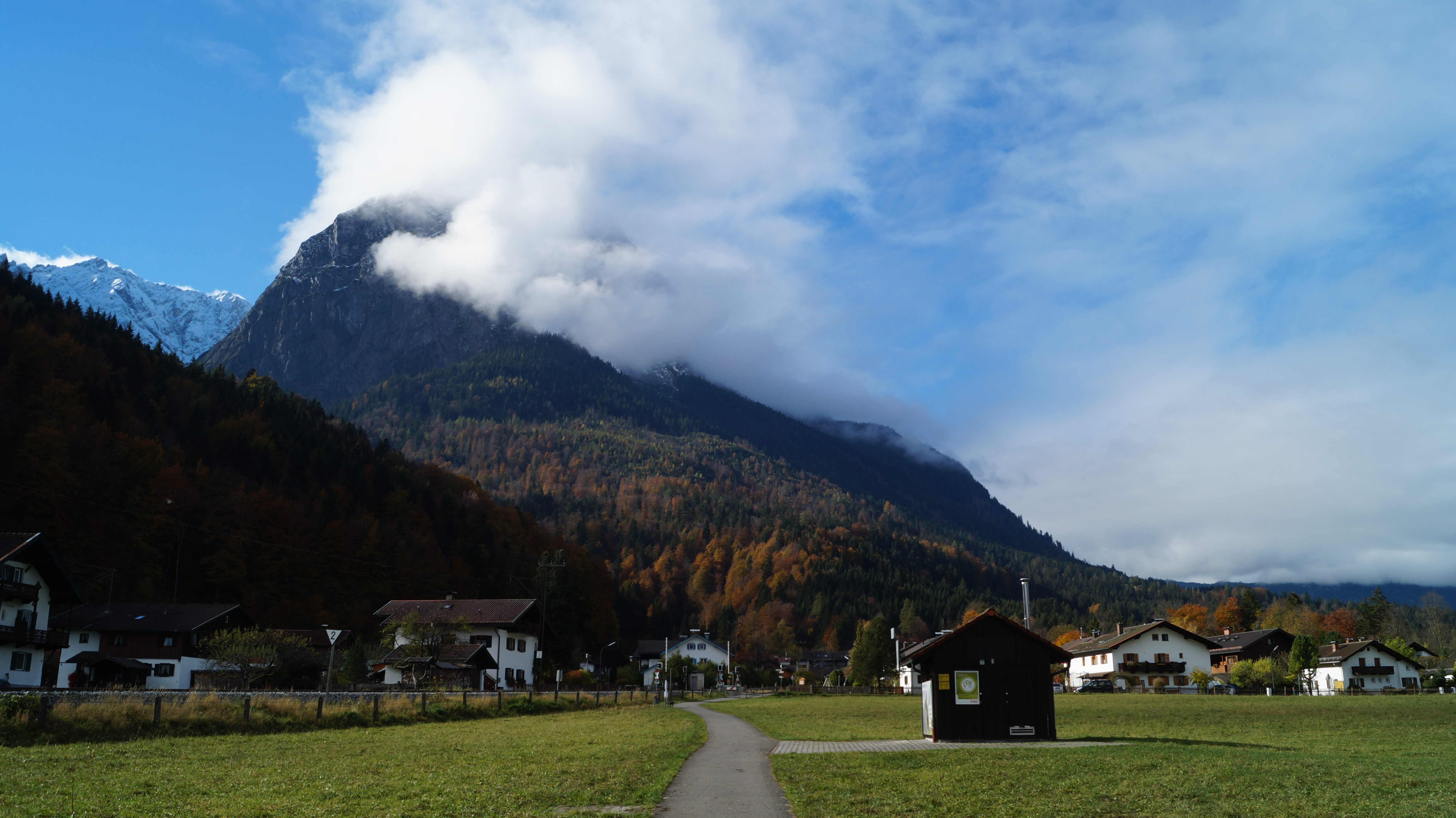
Blick auf Hammersbach mit der Strecke der Zugspitzbahn und dem Waxenstein im Hintergrund

Zu Fuß nur für geübte Alpinisten erreichbar:
- Waxenstein (2277 m)
- Alpspitze (2628 m) über Höllentorkopf und Osterfelderkopf oder Matheisenkar und Grieskarscharte
- Zugspitze (2962 m) durch das Höllental und über den Höllentalferner

## Wanderwege
- Eibsee-Rundweg: Von Hammersbach über den Höhenweg zum Eibseehotel, danach rund um den Eibsee und zurück (ca. 15 km/500 Höhenmeter)
- Am Hammersbach aufsteigend zur Höllentaleingangshütte (1045 m), durch die Höllentalklamm zur Höllentalangerhütte.
- Von der Höllentalangerhütte (1387 m) zum Höllentor (2050 m), weiter zur Seilbahnstation Osterfelderkopf.
- Von der Höllentalangerhütte über Hupfleitenjoch (1754 m) zur Seilbahnstation Kreuzeckhaus (1650 m)
- Von Hammersbach über Waldeck (1238 m) zum Kreuzjoch (1719 m)